# Ökumenische Arbeitsgruppe Homosexuelle und Kirche

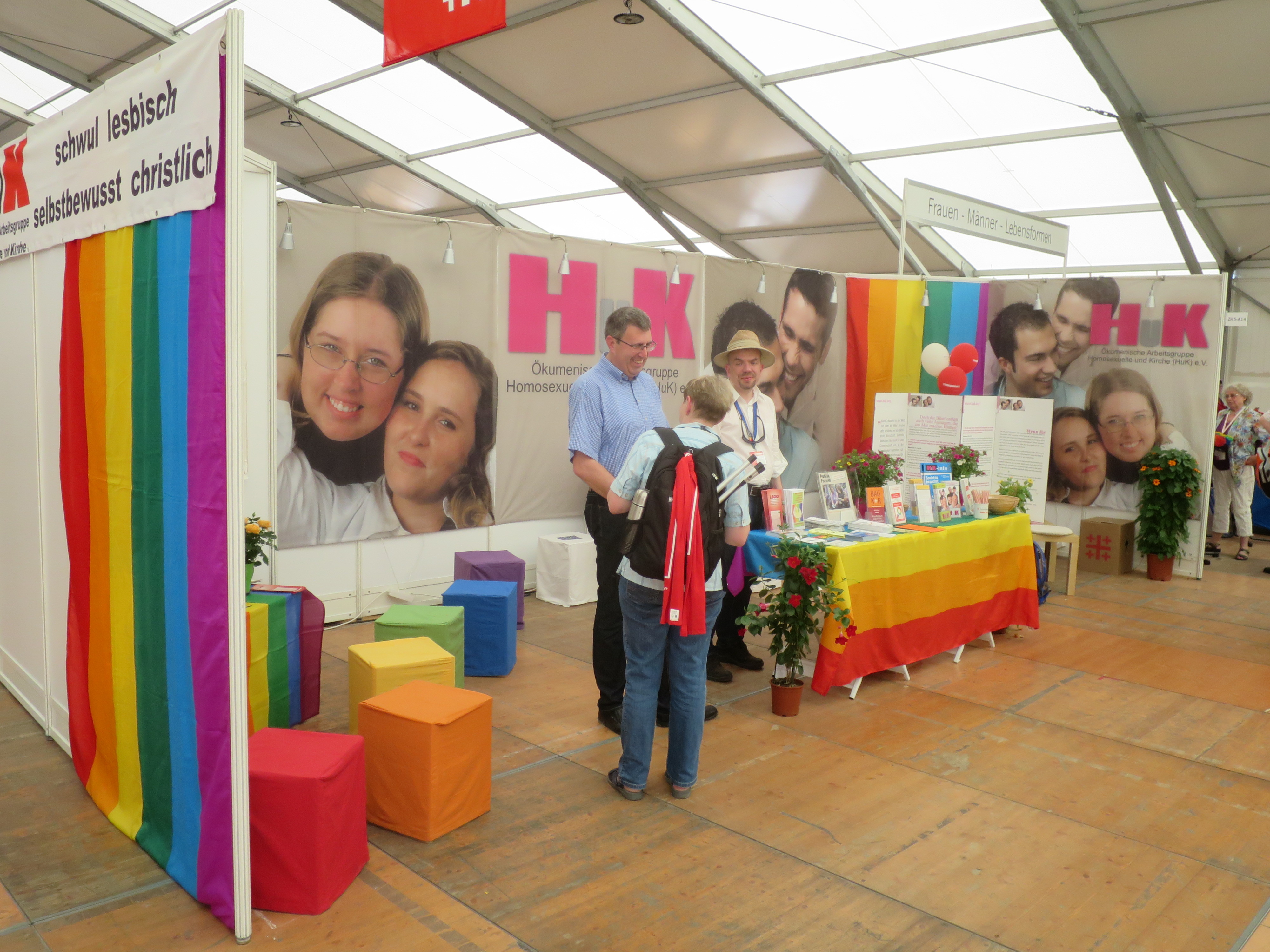
Stand der Ökumenischen Arbeitsgruppe Homosexuelle und Kirche auf dem 35. Deutschen Evangelischen Kirchentag 2015

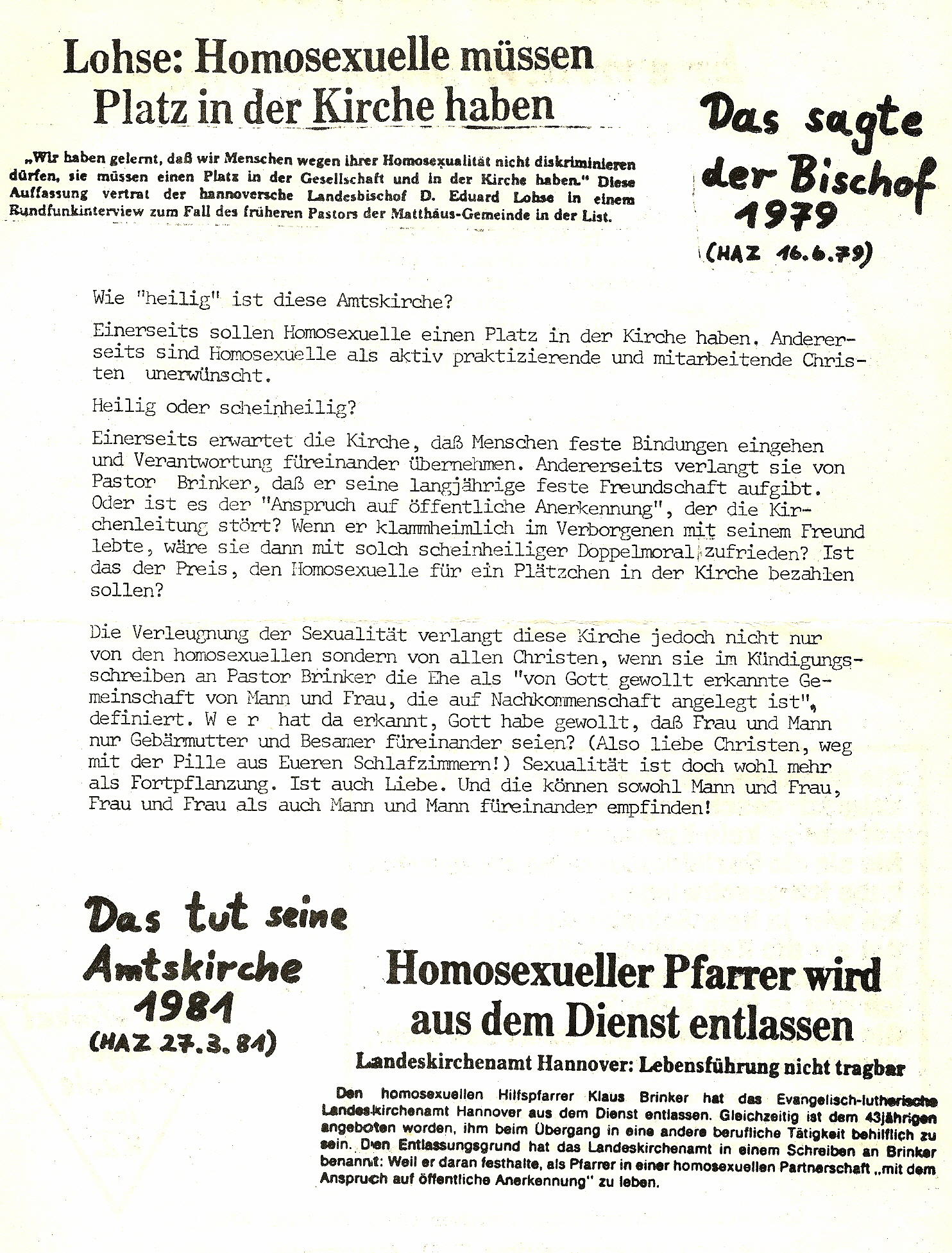
Flugblatt von Rainer Hoffschildt u. a. (1981) mit einer Stellungnahme Eduard Lohses zu Homosexualität und Kirche

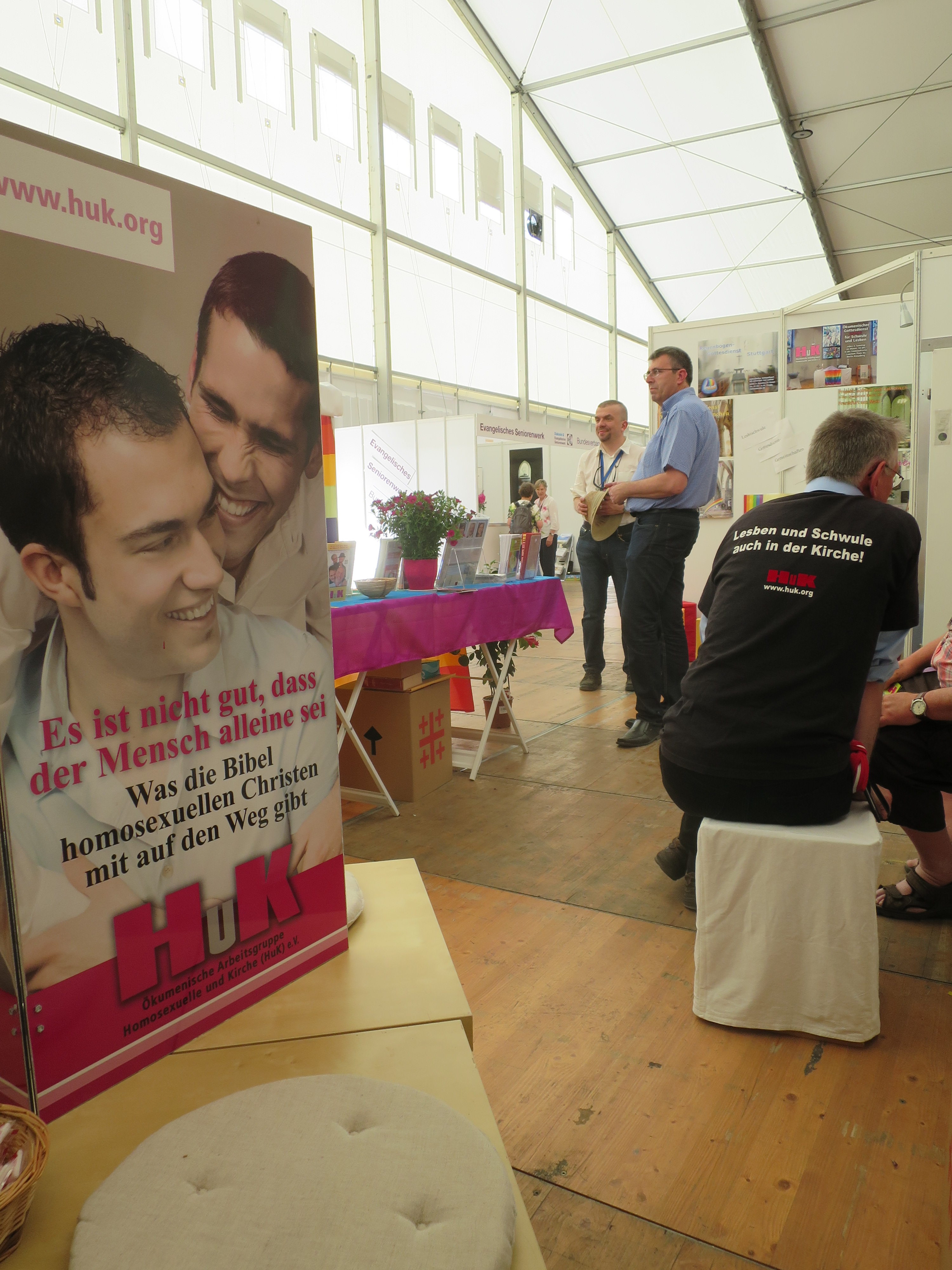
Stand der Ökumenischen Arbeitsgruppe Homosexuelle und Kirche auf dem 35. Deutschen Evangelischen Kirchentag 2015

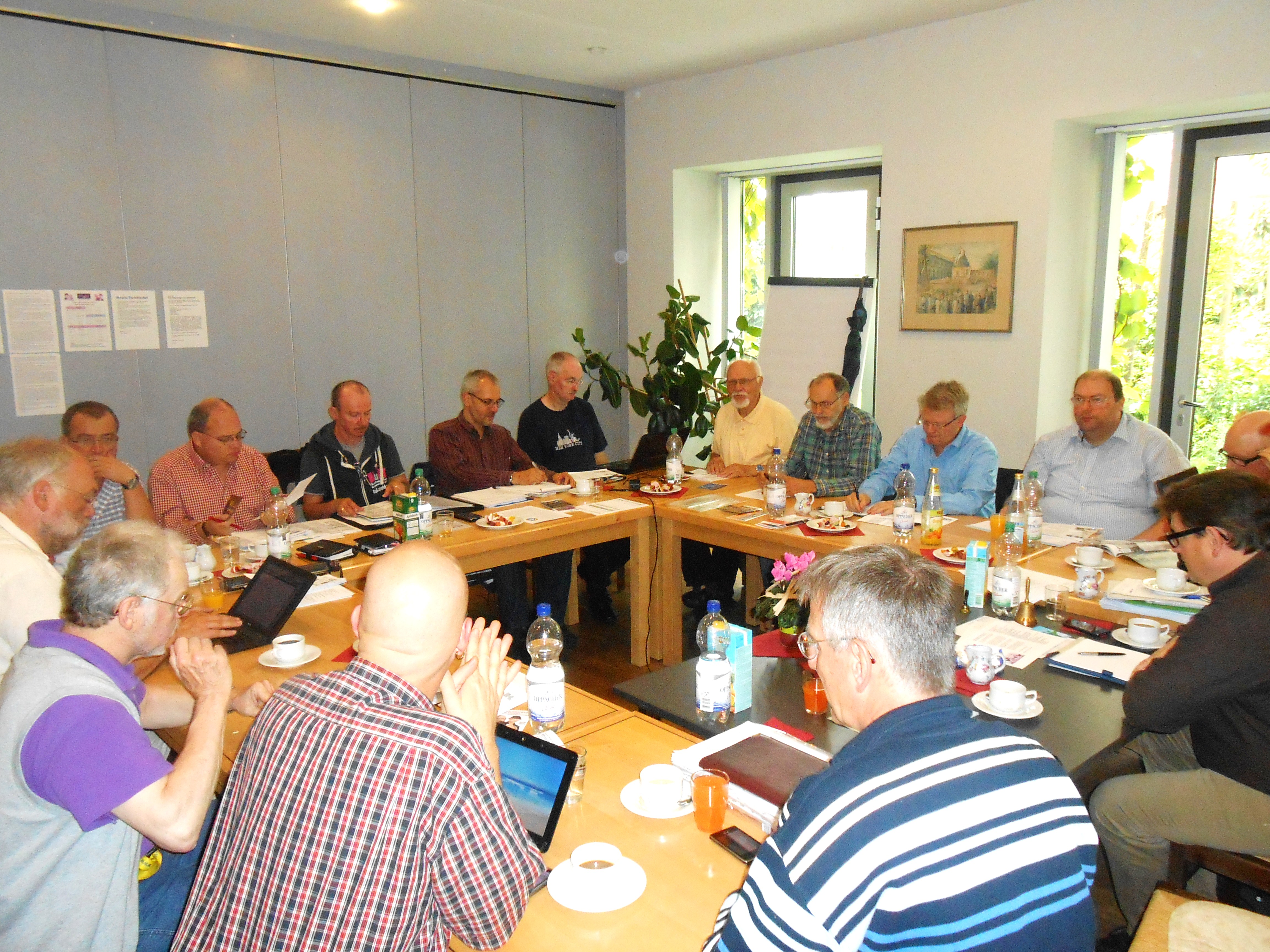
Delegiertenrat in Dresden im Herbst 2014

Die Ökumenische Arbeitsgruppe Homosexuelle und Kirche (HuK) ist ein eingetragener Verein von Frauen und Männern, der sich mit dem Thema Homosexualität, Religion und Kirchen in Deutschland auseinandersetzt.

## Geschichte
Die Gründer der Arbeitsgruppe, die später zur HuK werden sollte, fanden sich auf dem Deutschen Evangelischen Kirchentag 1977 in Berlin zusammen und bildeten den Arbeitskreis Homosexuelle und Kirche „im Umkreis der 1974 ... gegründeten 'Allgemeinen Homosexuellen Arbeitsgemeinschaft Berlin e. V.' (AHA)“. Die HuK ist damit eine der älteren lesbisch-schwulen Organisationen in Deutschland. 1978 hatte die HuK 71 Mitglieder, im Februar 1979 waren es 101. Es bildeten sich Regionalgruppen, so in Berlin, Frankfurt am Main und Tübingen. Inhaltlich stand anfangs das Anliegen der Homosexuellen, seitens der Kirchen nicht mehr als „krank“ eingestuft zu werden und die dienstrechtliche Diskriminierung seitens der Kirchen gegen Homosexuelle zu beenden.
Bereits beim Katholikentag in Freiburg 1978 war die HuK präsent – wenn auch eher versteckt: Sie fand Unterschlupf bei der evangelischen Studentengemeinde, im „Alternativen Zentrum“. Das Bemühen um eine Aufnahme ins offizielle Programm des folgenden Katholikentages 1980 scheiterte an den Berührungsängsten der römisch-katholischen Kirche. Die römisch-katholische Kirche blieb zunächst dialogunfähig. Ein Appell an die Deutsche Bischofskonferenz und an das Zentralkomitee der deutschen Katholiken, der ein Ende der Diskriminierung homosexueller Menschen in der Kirche und die Aufnahme eines Dialogs forderte, fand auf dem Katholikentag jedoch fast 3000 unterstützende Unterschriften. Gleichzeitig beteiligte sich die HuK an der Vorbereitung des 1980 parallel zum Katholikentag stattfindenden Katholikentags von unten. Der war dann bis 1994 die einzige Möglichkeit für die HuK, vor Ort präsent zu sein. Erst danach wurde es der HuK ermöglicht, auch auf den Katholikentagen präsent zu sein.
Primäres Wirkungsfeld der HuK waren ab den 1970er Jahren die Evangelischen Kirchentage. Auch die Teilnahme daran war anfangs schwierig, von Bedenken der Veranstalter und Hindernissen beim Zugang zu den Veranstaltungen geprägt. Es kam auch zu Angriffen durch Evangelikale. Beim Kirchentag in Nürnberg 1979 organisierte die HuK eine Podiumsdiskussion zum Thema „Homosexualität und Evangelium“ mit. Helmut Kentler, langjähriges HuK-Mitglied, saß auf dem Podium. Die HuK setzte sich auf diesem Kirchentag mit einer Resolution für Pfarrer Klaus Brinker ein, dem die Landeskirche Hannover ein Gemeindepfarramt verweigert hatte. Die Resolution erhielt mit 4.709 unterstützenden Unterschriften eine so große Zahl, dass sie zu einer offiziellen Erklärung des Kirchentags wurde.
Der Anfang der 1980er Jahre war auch geprägt von Strukturierung und Konsolidierung der Gruppe. Zunächst war die Organisation noch kein eingetragener Verein und es gab heftige Diskussionen darüber, ob sich die Vereinigung auf einen solch festen rechtlichen Rahmen festlegen sollte, oder ob das eher eine Bedrohung sei. Spätestens seit 1981 wurde darüber ernsthaft diskutiert. Seit diesem Jahr wurden auch Mitgliedsbeiträge erhoben, um die Aktivitäten auf den Kirchentagen finanzieren zu können. Die Mitglieder waren höchst unterschiedlich, das Gemeinsame bestand in der erfahrenen Diskriminierung durch die Kirchen. Zugleich wurde der HuK in der Schwulenbewegung Misstrauen entgegengebracht, weil sie sich nicht von den diskriminierenden Kirchen distanzierte, sondern innerhalb der Kirchen Fortschritt erzielen wollte.
Am 19. März 1983 wurde eine Vereinssatzung durch die Mitgliederversammlung verabschiedet und ein als Rechtsanwalt tätiges Mitglied in Marburg damit beauftragt, sie beim Vereinsregister anzumelden. Das zuständige Amtsgericht befragte dazu die beiden örtlichen Großkirchen, die Evangelische Kirche von Kurhessen-Waldeck und das Bistum Fulda der römisch-katholischen Kirche. Diese erhoben – erwartungsgemäß – Bedenken. Daraufhin lehnte das Amtsgericht Marburg die Eintragung ab. Der zweite Anlauf, bei dem dann auch der Namenszusatz „ökumenisch“ dazu kam, war 1985 – beim Amtsgericht Nürnberg – erfolgreich.
Seit dem Kirchentag in Frankfurt 1987 nahm die HuK als ganz „normale“ Teilnehmerin die evangelischen Kirchentage wahr. 2014 wurde auch erstmals seitens des Katholikentags eine Einladung an die HuK ausgesprochen, nachdem bis dahin die Initiative immer von der HuK ausgegangen war.
1997 grenzte sich die mit ihrem Mitglied Helmut Kentler, einem Hauptakteur pädosexueller Netzwerke, eng verbundene HuK eindeutig von Pädosexualität ab; um 1980 sammelte sie noch laut eigener Aussage des pädosexuellen Straftäters und Politikers der Alternativen Liste Berlin Dieter F. Ullmann Spenden für dessen Anwaltskosten.
2020/21 wurde die HuK wird für ihren Einsatz für Freiheit und Menschlichkeit innerhalb der christlichen Kirchen mit dem Herbert-Haag-Preis geehrt.

## Selbstverständnis
Die Organisation will Bindeglied zwischen der schwulen Kultur und der Kultur der Kirchen sein – Kulturen, die sich oft befremdet gegenüberstehen. Sie versteht sich auch als „Selbsthilfegruppe lesbischer Christinnen und schwuler Christen“ und als Emanzipationsgruppe. Die HuK will theologisch fundiert auf die gleichberechtigte Anerkennung von Schwulen und Lesben in Kirche und Gesellschaft hinwirken und auf dem Weg dorthin Diskriminierung abbauen. Später erweiterte die HuK ihren Einsatz auch hinsichtlich der Belange von Transgendern und Intersexualität.

## Wirken
Die HuK baut durch Information und Begegnung Vorurteile und Unkenntnis zum Thema Homosexualität ab. Dazu zählt die Korrektur undifferenzierter und unqualifizierter Äußerungen zu Homosexualität und von Strukturen, die einer Gleichbehandlung unabhängig von der sexuellen Ausrichtung entgegenstehen. Ziel ist eine Sexualethik, in der auch lesbische und schwule Beziehungen gleichwertig gelebt werden können und keine Behinderung im kirchlichen Leben oder für ein kirchliches Amt darstellen. Zwischenzeitlich geht es darum, Lesben und Schwulen zu helfen, die aufgrund ihrer Homosexualität Probleme mit ihrem kirchlichen Arbeitgeber haben und durch den Tendenzschutz benachteiligt werden. Es soll die Solidarität unter Lesben und Schwulen gestärkt werden.
Diese Ziele zu verwirklichen, geschieht z. B. durch Stellungnahmen zu aktuellen Ereignissen, die die Schnittmenge von LGBT und Kirchen betreffen oder durch das Auftreten der HuK auf Deutschen Evangelischen Kirchentagen und Katholikentagen. Aber auch die Zusammenarbeit auf den Ebenen von Kirchengemeinden, kirchlichen Verbänden und Gremien ist ein wichtiger Ansatzpunkt für die HuK, um ihre Ziele zu verwirklichen.
Bei den Evangelischen Landeskirchen konnte Einiges erreicht werden. Dazu zählen die Anerkennung schwuler und lesbischer Lebensformen bis hin zur kirchlichen Trauung in einem Teil der Landeskirchen oder das gemeinsame Leben schwuler oder lesbischer Partnerschaften in Pfarrhäusern. Bei der römisch-katholischen Kirche gibt es im amtskirchlichen Bereich wenige Erfolge, auch wenn das auf gemeindlicher Ebene in Einzelfällen ganz anders aussehen kann. Von der Kirchenhierarchie werden die Aktivitäten der HuK nicht immer gern gesehen.
Außerhalb des kirchlichen Bereichs ist die HuK als sachverständige Organisation in Fragen Homosexualität und Kirche anerkannt. In einer Reihe von Verfahren wurde sie gemäß § 27a BVerfGG durch das Bundesverfassungsgericht um Stellungnahmen in Normenkontrollverfahren gebeten. Dazu zählten das Verfahren,
- das die Landesregierungen von Bayern, Sachsen und Thüringen 2001 gegen das Lebenspartnerschaftsgesetz[28] anstrengten.
- das die Landesregierung von Bayern 2004 gegen das Lebenspartnerschaftsänderungsgesetz anstrengte, aber ohne Begründung 2009 zurückzog.[29]
- das sich ab 2009 mit der Sukzessivadoption befasste.[30]

## Organisation

### Vorstand
Die HuK ist ein Verein, der durch ehrenamtliche Arbeit getragen wird. Auch der Vorstand arbeitet ehrenamtlich. Er besteht aus drei bis fünf Mitgliedern. Zwischen Mitgliederversammlung und Vorstand arbeitet noch ein Delegiertenrat, der den Vorstand in seiner Arbeit unterstützt.

### Arbeitsorganisation

#### Interne Organisation
Die HuK gliedert sich zum einen regional. In einer Reihe von Städten und Regionen bestehen 13 Regionalgruppen (2021). Die Gruppe in Hannover ist als selbständiger eingetragener Verein organisiert. Die Gruppen nehmen in unterschiedlicher Intensität an den Aktivitäten der HuK teil. Zum anderen gliedert sich die HuK in thematische Arbeitsgruppen. Dazu zählen die Arbeitsgruppen
- Evangelische Kirchenpolitik (EvKiPo),[35]
- Katholische Kirchenpolitik (KathKiPo),[36]
- Internet,
- Öffentlichkeitsarbeit,
- Newsletter und
- zur Vorbereitung des jeweils anstehenden Evangelischen Kirchentags oder des Katholikentags.

Darüber hinaus wird individuelle Beratung angeboten.

#### Vernetzung
Weiter arbeitet die Organisation im European Forum of LGBT Christian Groups, in der International Lesbian, Gay, Bisexual, Trans and Intersex Association (ILGA) und in der Initiative Kirche von unten mit. Sie ist mit zahlreichen anderen kirchlich oder christlich orientierten LGBT-Organisationen und darüber hinaus vernetzt:
- Lesben und Kirche[38]
- Labrystheia
- Netzwerk katholischer Lesben[39]
- Maria-und-Martha-Netzwerk[40]
- AG Schwule Theologie[41]
- Zwischenraum[42]
- Queerubim[43]
- Gottesdienst für Lesben, Schwule und ihre Freundinnen und Freunde in München
- Projekt: Schwul und Katholisch in der Gemeinde Maria Hilf (Frankfurt am Main)[44]
- Christlich-schwul-lesBiScher Stammtisch Dresden[45]
- Bundesstiftung Magnus Hirschfeld
- Deutscher Paritätischer Wohlfahrtsverband

### Mitglieder
Obwohl der Anspruch des Vereins geschlechterübergreifend ist, sind die Mitglieder größtenteils männlich. Lesben sind auch in frauenspezifischen Verbänden organisiert.